# Fred Gallagher
Fred Gallagher (Belfast, 16 april 1952) is een Brits voormalig rallynavigator afkomstig uit Noord-Ierland.

## Carrière
Fred Gallagher werd prominent als navigator naast de Noorse rallyrijder John Haugland in de jaren zeventig. Daarna nam hij plaats naast Tony Pond, met wie hij vooral in het Brits rallykampioenschap succesvol was. Zijn focus op het Wereldkampioenschap rally werd groter toen hij in 1981 naast de jonge Fin Henri Toivonen kwam te zitten bij het fabrieksteam van Talbot. Dat jaar behaalde hij met hem een tweede plaats in Portugal en San Remo, en hielpen met deze resultaten mee aan de uiteindelijke constructeurstitel voor Talbot dat jaar. Gallagher volgde Toivonen toen hij voor het seizoen 1982 de overstap maakte naar Opel, eerst actief met de Ascona 400 en later de Manta 400. Ondanks een aantal sterke optredens, werden WK-rally's niet gewonnen en de twee verbraken hun werkrelatie toen Toivonen voor 1984 naar Lancia ging en Gallagher zich aansloot bij Toyota, waar hij de navigator werd van een ander Fins talent, Juha Kankkunen. Het duo won voor beide hun eerste WK-rally tijdens de Safari Rally in 1985 met de Toyota Celica TCT. Later dat jaar wonnen ze ook de Rally van Ivoorkust. Kankkunen verliet Toyota vervolgens, maar Gallagher bleef behouden en werd de nieuwe navigator van kopman Björn Waldegård. Nu met Waldegård won hij in 1986 wederom de Safari en in Ivoorkust. Een vijfde en laatste overwinning voor het duo kwam wederom tijdens de Safari in het seizoen 1990 en Gallagher bleef nog tot 1992 naast Waldegård actief. Daarna was hij enige tijd absent van het WK rally, maar keerde in 1998 weer terug in een aantal WK-rally's naast Ari Vatanen, om vervolgens voor het seizoen 1999 een bijna volledig seizoen af te werken bij Ford met verschillende rijders, waaronder Thomas Rådström en Petter Solberg. Gallagher beëindigde niet lang daarna zijn actieve carrière als rallynavigator.
Gallagher was vervolgens actief binnen verschillende organisaties van WK-rally's, waaronder die van Corsica, Cyprus en de Rally van Groot-Brittannië (heden ten dage nog altijd), maar ook evenementen zoals de Race of Champions. Tussen 2001 en 2005 vertolkte hij een rol bij de FIA omtrent veiligheid en dient tegenwoordig nog steeds als adviseur in het WK rally.  